# 北海道新聞社
株式会社北海道新聞社（ほっかいどうしんぶんしゃ、英: The Hokkaido Shimbun Press）は、ブロック紙の北海道新聞を発行する新聞社である。子会社として道新スポーツなどを持つ。中日新聞社、西日本新聞社と共にブロック紙3社連合を結成している。

## 概要

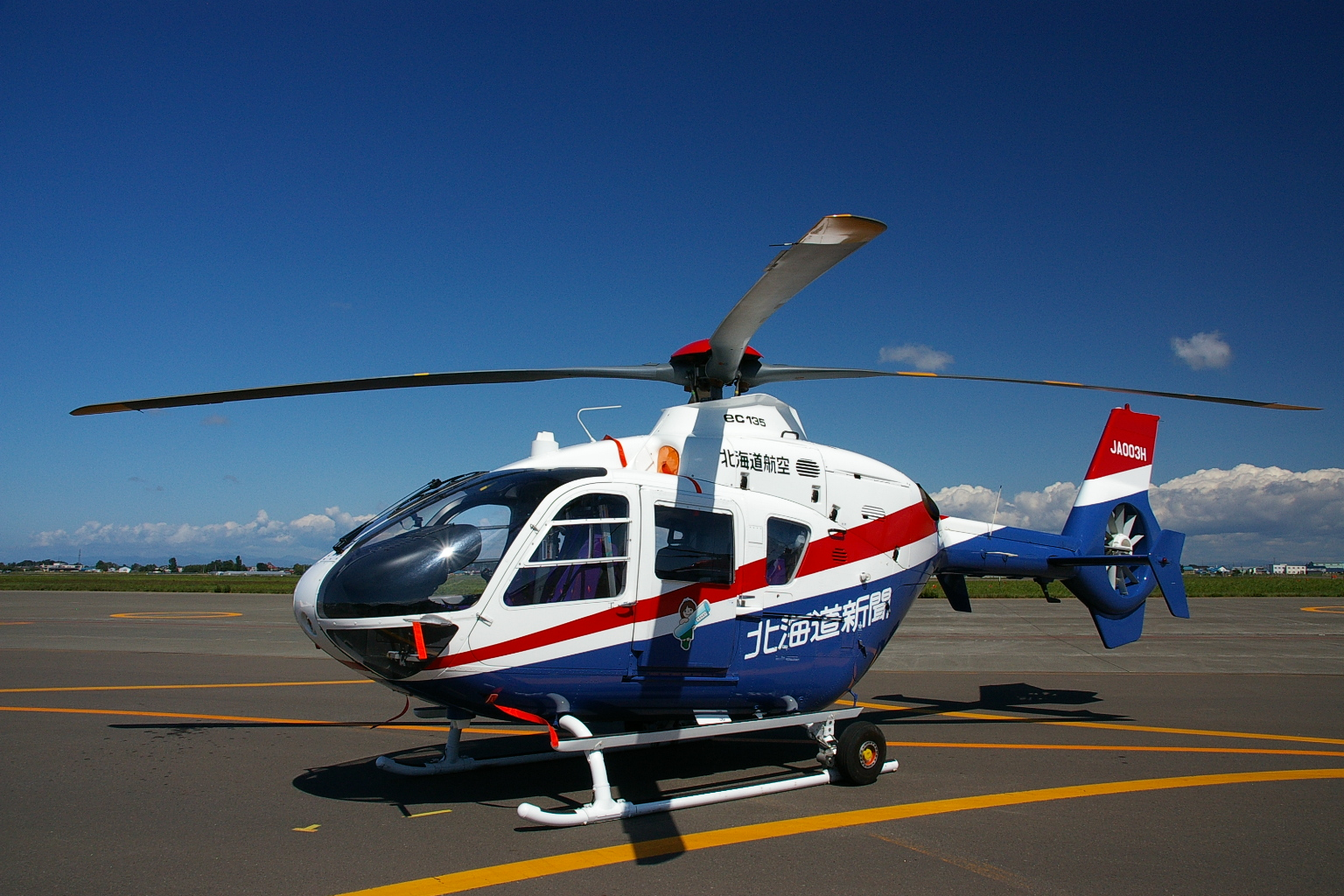
取材ヘリ（ユーロコプタードーファン）
北海道航空が運航

1942年（昭和17年）、新聞統制によって北海道の11紙が統合され「北海道新聞」が誕生。その発行会社として設立された。
道内に系列放送局（北海道放送（HBC）、北海道文化放送（UHB）、テレビ北海道（TVh）、エフエム北海道（AIR-G'））を複数擁し、北海道のマスメディアで独占的な地位を確立。年間売上高は750 - 760億円で、新聞業界第6位の規模を誇る。
2005年（平成17年）3月期の決算では当期利益35億円をあげ、全国紙の毎日新聞社と産経新聞社を抜き、業界第5位であった。
また、関連事業の多角化を進めており、プロ野球パシフィック・リーグの北海道日本ハムファイターズや、サッカー・Jリーグの北海道コンサドーレ札幌、バスケットボール・Bリーグのレバンガ北海道などにも出資を行っている。特に日本ハムの北海道フランチャイズ化はグループあげてキャンペーンを展開し、2022年までヘルメット広告スポンサーになっていた。
新聞関連企業としては、読売新聞グループ本社・中日新聞社に次ぐ球団経営の本格参画を図ると見られている。
北海道リート投資法人のスポンサーの一社である。

## 公告をする方法
札幌市に於て発行する北海道新聞に掲載する。

## 株式の譲渡制限に関する規定
日刊新聞紙の発行を目的とする株式会社の株式の譲渡の制限等に関する法律に基づき、
株式は取締役会の承認がなければ譲渡もしくは質権を設定することができない。譲受人もしくは質権者は会社の事業に関係のあるものに限る。

## 登記上の目的
1. 時事に関する事項を掲載する日刊新聞「北海道新聞」の発行
2. スポーツ、芸能、レジャーなどに関する事項を掲載する日刊新聞「道新スポーツ」の発行
3. 書籍、雑誌その他の著作物の発行
4. 芸術、スポーツなど文化および地域振興に関連する各種イベントの開催
5. インターネット、通信・放送などの電子・電波メディアを利用した、ニュースや情報の収集・処理、提供と広告の掲載、配信
6. 著作権など知的財産の管理、運用および販売
7. 刊行物および商業印刷物等の印刷
8. 不動産の管理、賃貸
9. ホテル、旅館、飲食店の管理、経営
10. 印刷用紙の輸入および販売
11. 新聞輸送を利用した貨物の輸送
12. 前各号に付帯する一切の業務[2]。

## 歴史

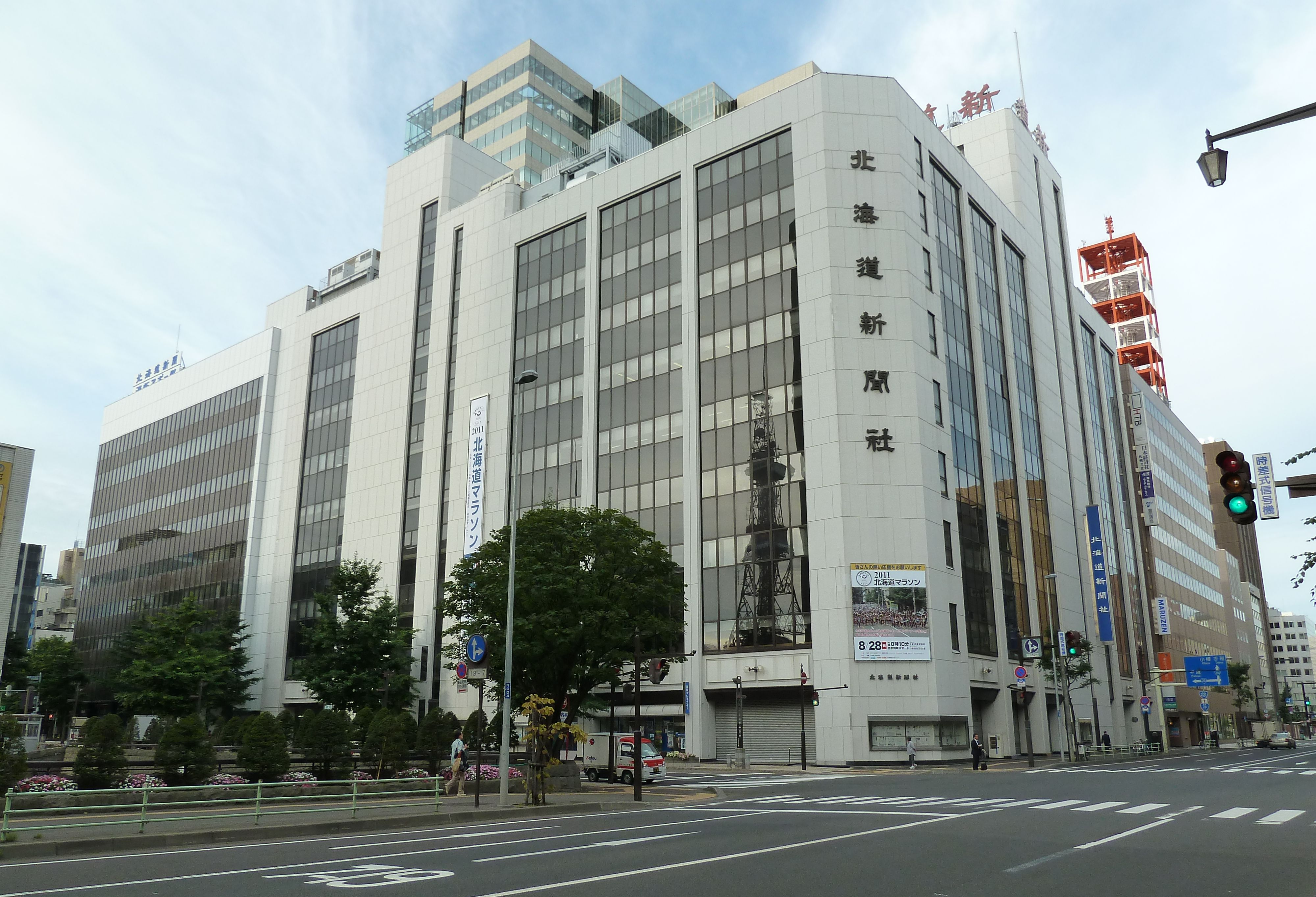
2代目社屋北1条館側（2011年）

※ 社史：北海道新聞社（外部サイト）
- 1942年[3]
  - 3月15日 - 戸塚九一郎北海道庁長官が北海タイムス・小樽新聞・新函館・旭川新聞・室蘭日報・釧路新聞・根室新聞の代表者を招集し北海道内の新聞社の一社統合を指示。
  - 9月22日 - 新聞統合に関する裁定を発表。
  - 10月31日 - 新聞事業認可。
  - 11月1日 - 創刊。
  - 11月6日 - 会社設立。旧北海タイムス本社屋を用いた[4]。
  - 12月26日 - 江差日日新聞の発行権を買収。
- 1943年
  - 2月2日 - 日高毎日新聞の発行権を買収[3]。
  - 5月20日 - 小樽商報の発行権を買収[3]。
  - 7月1日 - 中部日本新聞社、西日本新聞社とともにブロック紙3社連合を設立。
- 1946年
  - 8月26日 - 夕刊北海タイムス発刊。
  - 11月3日 - 北海道新聞文化賞制定を発表。
  - 11月10日 - 第1回全道美術展を開催。
  - 1947年 - 第1回北海道新聞文化賞贈呈式。
- 1951年
  - 2月10日 - 運動部の内藤晋記者が世界スピードスケー卜選手権500mで優勝。
  - 11月22日 - 北海道放送（HBC）設立。
- 1952年 3月10日 - 北海道放送（HBC）開局。
- 1962年 6月1日 - 全道高校野球春季大会を開催。
- 1963年 - 本社2代目社屋大通館完成[4]。
- 1965年 2月22日 - 北海道新聞社会福祉振興基金を創設。
- 1967年 10月23日 - 北海道新聞文学賞を制定。
- 1968年 6月14日 - 北海道百年記念北海道大博覧会を共催。
- 1970年
  - 9月16日 - 北海道政経懇話会を創立。
  - 11月12日 - 紙齢1万号を記念し道新スポーツ賞制定。
- 1971年 - 北海道文化放送（UHB）を設立。
- 1972年 4月1日 - 北海道文化放送（UHB）が開局。
- 1975年 - 本社北1条館第1期完成[4]。
- 1978年 - 本社北1条館第2期完成[4]。
- 1979年 - 本社北1条館全面完成[4]。
- 1981年 - エフエム北海道（AIR-G'）を設立。
- 1982年
  - 6月～8月 - '82北海道博覧会を共催。
  - 9月1日 - 道新スポーツ創刊。
  - 9月15日 - エフエム北海道（AIR-G'）開局。
- 1984年 - 電算編集システム「Dipper」（ディッパー）導入[5]。日本IBMと共同開発を行い[6]、名称はDoshin Integrated Photo Printing and Editing Renovationの略とし[7]、題字にもあしらわれる北斗七星（The Big Dipper）にかけたものとした[6]。
- 1985年7月27日 - 鉛板による新聞制作を終了、電算編集システムに完全移行[8]。
- 1987年 9月6日 - 北海道マラソンを初開催。
- 1988年
  - テレビ北海道（TVh）を設立。　
  - 4月1日 - 東芝・日本電気などとともに開発した文字ニュース配信システム「TANCHO」運用開始、6月10日完成[9]。
- 1989年10月1日 - テレビ北海道開局。
- 1992年
  - 2月3日 - 北海道新聞情報研究所を設立。
  - 6月～8月 - コミュニケーションワールド'92 北海道2000を共催。
  - 9月30日 - 北海道新聞野生生物基金を設立。
- 1994年 11月5日 - 小学生新聞「フムフム」新設。
- 1996年 - 会社ホームページを開設。
- 1997年 8月7日 - 北広島市に札幌工場建設。40ページ、16ヵ面カラー体制へ。
- 1999年6月 -  旭川市の音楽イベント・北海道音楽大行進の主催を北海タイムス（前年倒産）より引き継ぐ。
  - 7月1日 - 6カ所目の印刷工場として道新音更印刷始
- 2001年 5月30日 - 社外識者で構成する「読者と道新委員会」発足。
- 2002年
  - 5月22日 - 道新旭川印刷稼働。全社40ページ体制。旭川工場は印刷終了。
  - 7月5日 - ゴッホ展開催。入場28万人を超え道立近代美術館の新記録。
- 2006年 - 道新ぶんぶんクラブ発足。
- 2007年 8月23日 - 道新釧路印刷工場（釧路市鳥取）落成。釧路支社工場から全面移行し、免震構造を採用。
- 2008年 9月5日 - 本社NIE推進センターの見学者数が累計1万人を突破。
- 2009年 8月30日 - 北海道マラソンの制限時間を1時間緩和し、中島公園スタート、大通公園ゴールの新コースで開催。
- 2010年 4月22日 - 道新総合印刷函館工場が始動。全社16ページカラー体制が完成。
- 2011年 7月1日 - マーケティングセンター発足。
- 2012年 2月11日 - 2月19日 - 札幌モーターショー初開催。12万5千人を動員。
- 2014年 - 朝夕刊購読者限定で、どうしん電子版のサービス開始。
- 2015年 - 非購読者向けのサイトを、どうしん電子版のレイアウトを継承する形でリニューアル。小学生新聞の後継として「道新こども新聞まなぶん」開始。
- 2017年 1月1日 - 「スポーツ応援宣言」を掲げる。
- 2018年12月 - 中国語等、多言語による情報発信事業をスタート。
- 2019年
  - 1月14日 - ほっかいどう大運動会を初開催。
  - 4月1日 - 道新スポーツと北海道新聞情報サービスが合併し、北海道新聞HotMediaが発足。
  - 11月 - 東京五輪マラソン・競歩の運営業務を大会組織委から受託[10]。
- 2020年 - 2024年をめどに本社社屋を札幌市中央区大通東4丁目に移転することを発表[11]。
- 2022年
  - 1月 - 設立80周年を記念し新企業ロゴを制定[12]、POOLがデザインを担当し黒をベースに「道新」を青くする形とした[13]。
  - 11月30日 - この日をもって道新スポーツを休刊し、翌日からウェブサイト上に移行[14]。
- 2023年
  - 4月1日 - 事務処理や不動産管理をする道新アクティ、新聞広告製版の道新プロセス、デジタル業務をサポートする道新デジタルメディアが合併し、道新アクセスとして発足[15]。
  - 9月30日 - 夕刊を休刊[16]。
- 2024年
  - 6月30日 - 本社移転に伴い、道新ホールが閉館[17]。
  - 9月1日 - 大通東4丁目の新社屋竣工[18]。
  - 11月1日 - 3代目社屋での業務を開始[18][19]。

### 社史・記念誌
北海道新聞社では、以下の10冊を発行している（2025年4月時点。すべて北海道新聞社 編｡）。
- 北海道新聞十年史  1952年8月5日発行、全321ページ。
- 北海道新聞二十年史 1964年4月発行、全562ページ。
- 北海道新聞三十年史 1973年9月1日発行、全742ページ。
- 北海道新聞四十年史 1983年9月10日発行、全769ページ。
- 北海道新聞五十年史 1993年7月24日発行、全780ページ。
- 北の大地に刻む 北海道新聞60年史 2003年5月31日発行、全495ページ。
- 北の大地に刻む 北海道新聞60年史 資料・年表編 2003年5月31日発行、全189ページ。
- 北の大地とともに 北海道新聞70年史 2013年1月20日発行、全441ページ。
- 北の大地とともに 北海道新聞70年史 資料・年表編 2013年1月20日発行、全165ページ。
- 北海道新聞80年史 	1942-2022 2023年2月発行、全591ページ。

## 業績推移
| 決算期      | 売上高        | 営業利益 | 経常利益     | 当期純利益 |
| ----------- | ------------- | -------- | ------------ | ---------- |
| 2016年3月期 | 503億3400万円 | -        | 24億2100万円 | -          |
| 2017年3月期 | 487億3400万円 | -        | 7億7000万円  | -          |
| 2018年3月期 |               |          |              |            |
| 2019年3月期 |               |          |              |            |
| 2020年3月期 |               |          |              |            |
| 2021年3月期 |               |          |              |            |
| 2022年3月期 | 403億9800万円 |          | 21億5000万円 |            |
| 2023年3月期 | 378億1300万円 | -        | 12億3200万円 | -          |
| 2024年3月期 | 368億3600万円 | -        | 6億2000万円  | -          |

## 営業拠点
（2023年現在）

### 本社
札幌市中央区大通西3丁目6
2024年11月1日から札幌市中央区大通東4丁目1番地に移転

### 支社
- 発行支社：旭川、函館、釧路（支店登記されている）
- 支社：小樽、室蘭、帯広、北見、苫小牧、岩見沢、東京、大阪

創刊当初は、帯広・北見・室蘭でも発行していた。
東京支社にも編集局、広告局を置き論説委員を常駐させ、国政・財界・海外情勢などの取材・編集拠点としている。

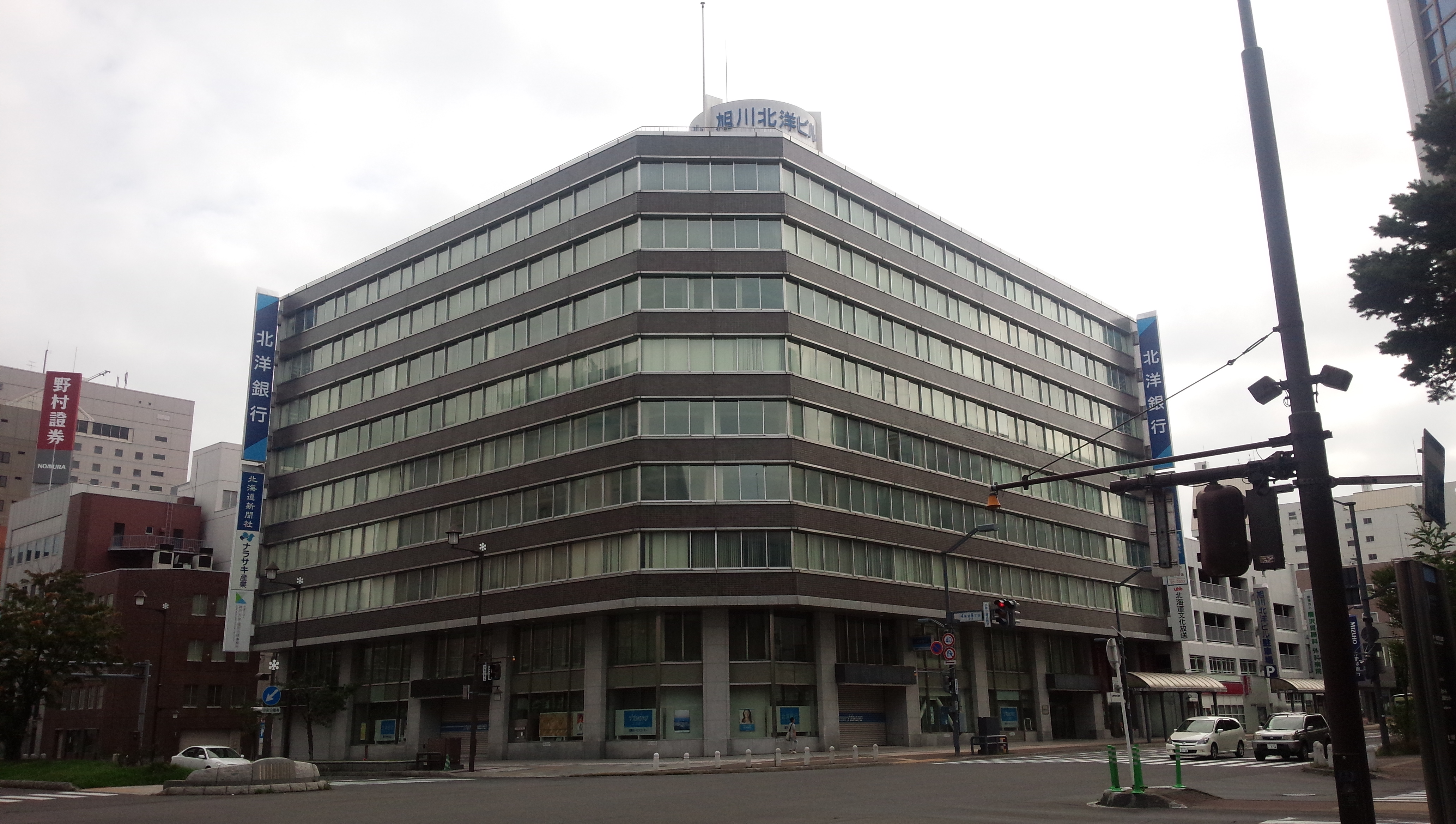
北海道新聞旭川支社が入居する旭川北洋ビル
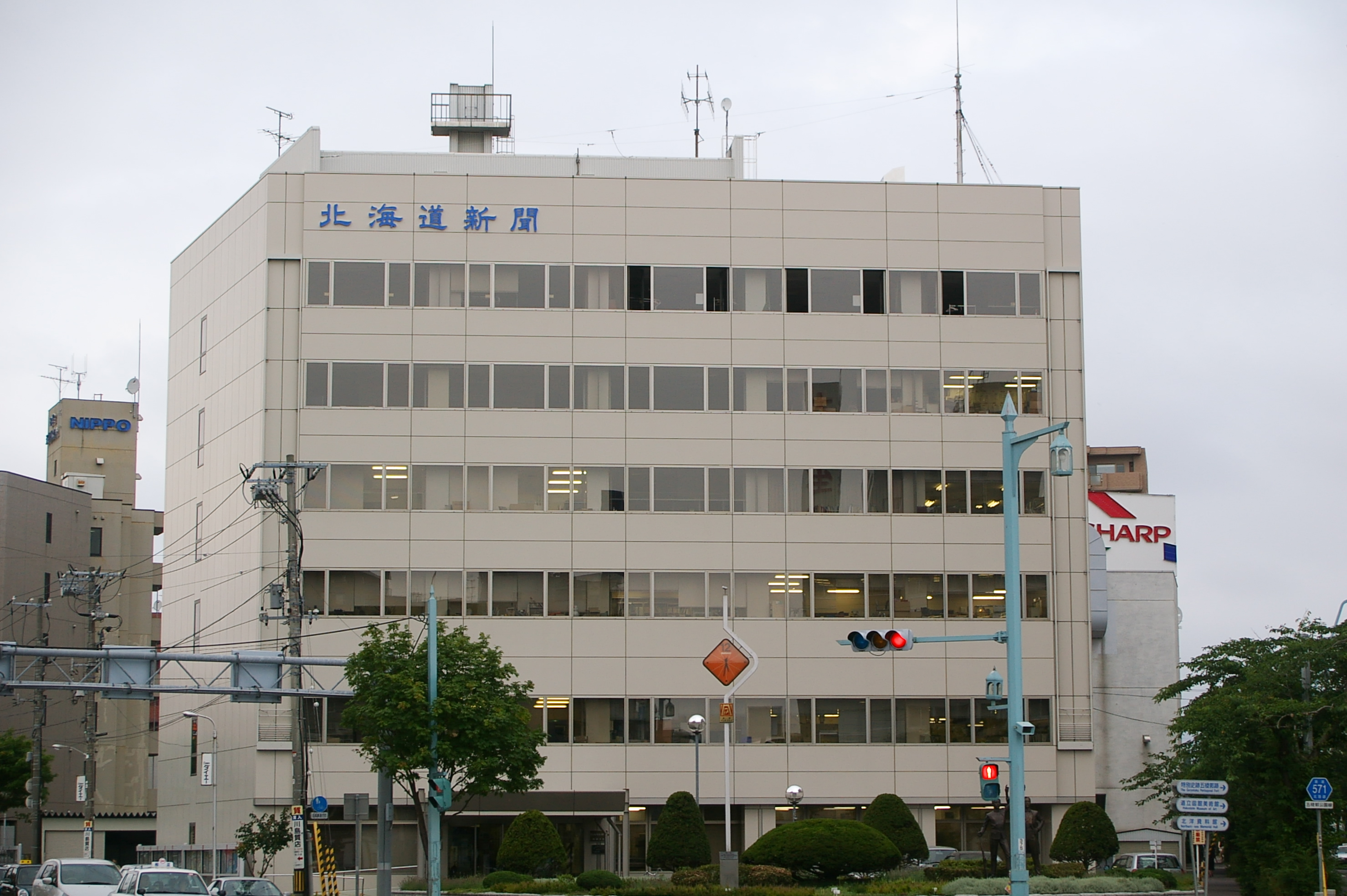
北海道新聞函館支社
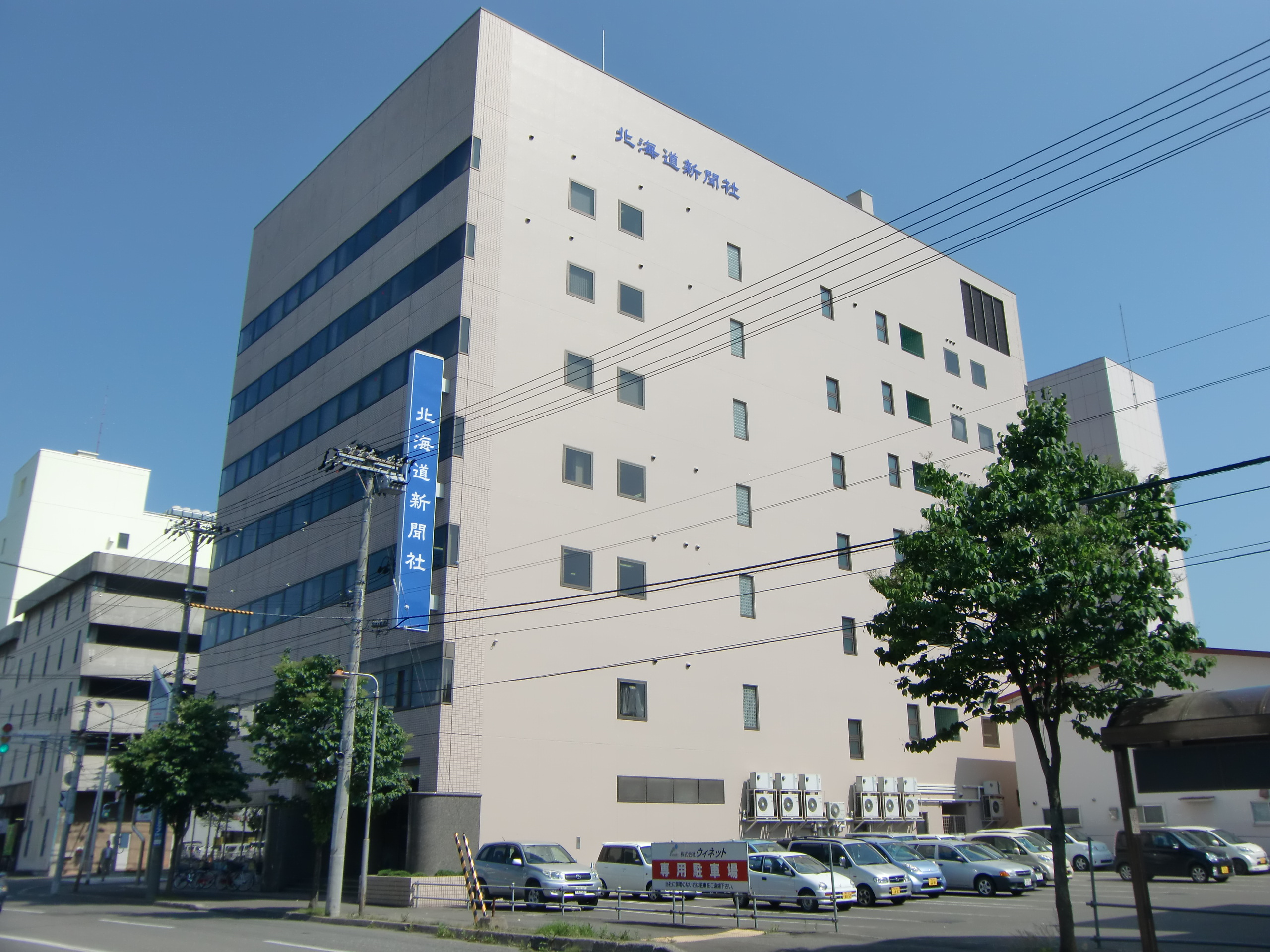
北海道新聞帯広支社
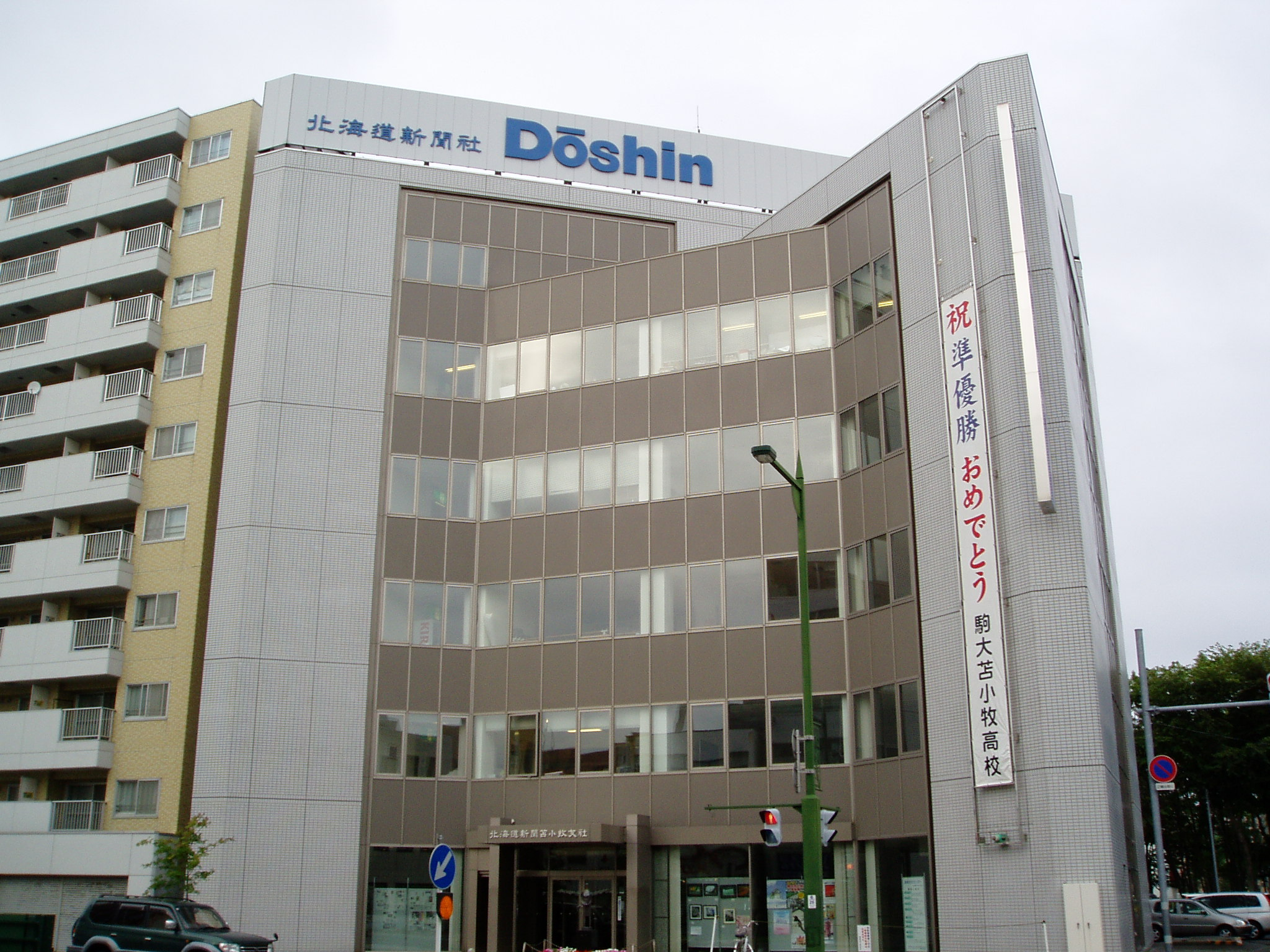
北海道新聞苫小牧支社
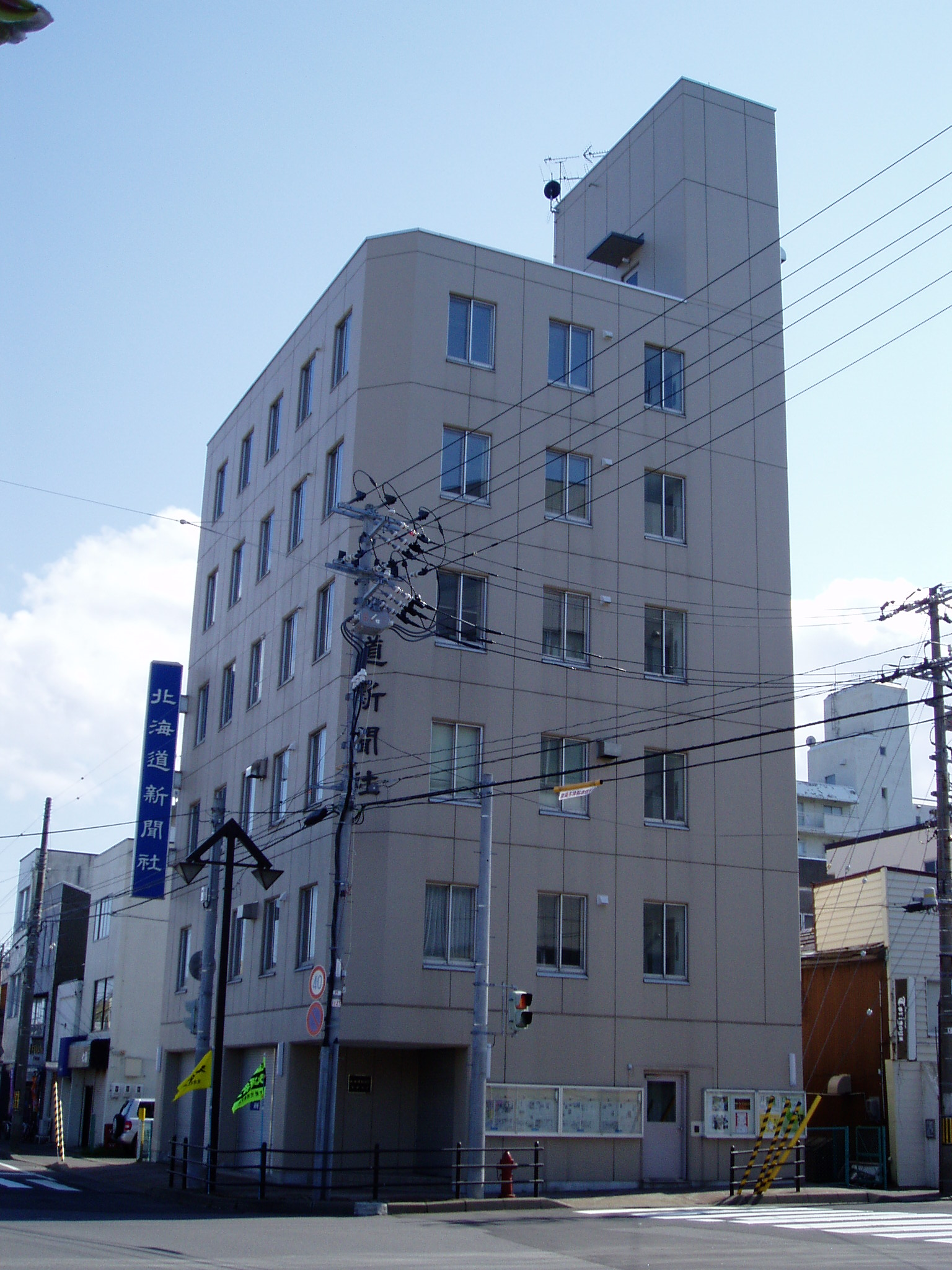
北海道新聞室蘭支社

### 支局
森、八雲、木古内、江差、せたな、伊達、千歳、倶知安、余市、岩内、江別、栗山、夕張、滝川、芦別、静内、浦河、深川、士別、名寄、稚内、枝幸、留萌、羽幌、天塩、遠軽、美幌、網走、紋別、富良野、新得、池田、本別、広尾、厚岸、弟子屈、根室、中標津

### 印刷拠点
（道新総合印刷公式サイトより）
北広島、札幌、函館、釧路、旭川
札幌本社版は北広島市大曲工業団地内にある道新総合印刷本社工場（札幌市内、苫小牧、江別、恵庭、北広島、千歳、日高、室蘭、空知）と札幌市西区宮の沢にある道新総合印刷札幌工場（札幌市内、小樽、石狩、後志、空知）で印刷。函館版（函館市内、渡島、桧山）は北斗市の道新総合印刷函館工場。旭川北見版と札幌本社版の一部（旭川市内、北空知、上川、留萌、宗谷、遠軽、紋別、網走、美幌、北見）は道新総合印刷旭川工場。釧路版（釧路市内、弟子屈、厚岸、根室、羅臼、帯勝）は道新総合印刷釧路工場で印刷。
2010年4月からは、道新札幌印刷を存続会社として道新オフセット・道新函館印刷・道新旭川印刷・道新釧路印刷・道新音更印刷を吸収合併し、道新総合印刷を発足させ、道新札幌印刷は道新総合印刷本社工場　道新オフセットは道新総合印刷札幌工場　道新函館印刷は道新総合印刷函館工場(同時に函館工場を北斗市に移転)　道新旭川印刷は道新総合印刷旭川工場　道新釧路印刷は道新総合印刷釧路工場　道新音更印刷は道新総合印刷帯広工場にそれぞれ工場名称を変更。その後、2022年に道新総合印刷帯広工場を閉鎖し、道内5工場体制で現在に至る。

### 北海道新聞デジタル
2014年6月から、ブロック紙として初めての電子版新聞「どうしん電子版」のサービスを開始した。利用するためには、北海道新聞の朝夕刊を購読していることが条件となっているが、追加料金は発生しない。
2015年3月からは動画ニュースなどのサービスが拡張され、併せて従来のニュースサイトであった「どうしんウェブ」も、電子版をベースとしたものにリニューアルした。
どうしんウェブでも一部の記事は閲覧可能であるが、記事の詳細や一部のジャンルを見る際には、電子版へのログインが必要となっている。
2023年1月からは「北海道新聞デジタル」に刷新した。

### 海外駐在
（2024年現在）
- ソウル
- 北京
- モスクワ
- ユジノサハリンスク
- ワシントン

上記の海外支局に加え、中日新聞社、西日本新聞社との間で海外取材網を相互補完的に利用している。

## グループ企業等

### グループ企業・団体
- 北海道文化放送
- FM北海道（AIR-G'）
- 北海道新聞HotMedia
- 道新サービスセンター
- 道新観光
- 道新文化事業社
- 道新販売センター
- 道新アクセス
- 道新文化センター
- 北日本広告社（本社：釧路市、札幌市）
- 道新総合印刷
- 道新ロジスティクス
- 道新インタラクティブ
- 北海道新聞野生生物基金
- 北海道新聞社会福祉振興基金

### 関連企業・団体
- テレビ北海道
- 札幌総合情報センター
- 札幌交響楽団
- 北海道コンサドーレ札幌

## 不祥事
- 1989年10月31日、東京・永田町の料亭で鉄骨メーカー共和副社長と阿部文男北海道開発庁長官（両者とも贈収賄「共和事件」でその後、逮捕、起訴、実刑確定）が北海道新聞社常務と面談し、阿部と長嶋茂雄の対談記事を掲載要求。後日、共和幹部が北海道新聞社の役員室に現金入り封筒を置いていった（常務は翌日返したと主張）。常務から紹介された論説副主幹は「座談会記事は掲載価値がないが長官室での懇談ならば話題性があり記事になる」と助言をし、車代名目で現金を受け取った。その後、論説副主幹は担当記者に懇談の記事化を指示し、12月14日の朝刊に掲載。さらに、1990年2月には北海道新聞が取材していた阿部被告の献金要求疑惑について、同支店幹部に対し取材状況を説明した。この常務と論説副主幹は1992年1月、東京地検特捜部から参考人聴取された。両者は北海道新聞社を退職したが、関連団体に天下った[要出典]。
- 1997年に函館市で創刊された日刊紙「函館新聞」に対して、北海道新聞社が、時事通信社や系列の放送局に同社と取引しないよう働きかけ、妨害行為を実行したとして、私的独占の禁止及び公正取引の確保に関する法律（独占禁止法）違反の疑いで、公正取引委員会から排除勧告を受けた（函館新聞の「函館新聞の題字論争」の項参照）。その後2002年4月に函館新聞社は北海道新聞社に損害賠償を求め提訴、裁判所からの和解勧告により北海道新聞社が2億2,000万円の賠償額を支払う形で2006年10月24日に和解が成立した。
- 2004年5月2日、当時北海道新聞本社に所属していた30代の記者が、旭川市内で道路を横断中の70代の寺院住職の男性を乗用車で撥ねて死亡させたとして、業務上過失傷害の容疑で北海道警察旭川東署に逮捕された[27]。
- 2004年5月、当時の室蘭支社営業部次長が20年近くにわたり、合計約6000万円の広告費を着服していたことが発覚[28][29]。着服した金は複数の愛人の生活費や暴力団仲間とのバクチなどに流用し、さらに着服に気付いた上司に口止め料として約450万円を渡すなどの隠蔽工作も行っていた[28][30]。営業部次長は同月末付で懲戒解雇され、9月に業務上横領の容疑で北海道警察に逮捕された[30]。元次長は2005年3月に懲役4年の実刑判決を受け、確定した[31]。
- 2005年10月には東京支社の元広告部長が、架空の営業活動をでっち上げて経費を私的に流用し、合計約500万円を着服していた事が発覚。元広告部長の処分は行われず、割増退職金が支給されて通常退職した。元広告部長は示談に応じているため、刑事告発はされなかったが、本社常務兼広告局長ら当時の上司3人が減給1カ月などの懲戒処分を受けた。北海道新聞社は常務らの処分時に上記の着服事件を公表しなかったが、これについては「本人に全額弁償させることで決着したと判断した」とコメントした[32][33]。
- 2008年1月19日、当時北海道新聞社釧路支社に所属していた30代の記者が、十勝地方の宿泊施設で、従業員の女性を女子トイレの個室に押し込み、下腹部を触るなどのわいせつな行為を行った上、1週間の怪我を負わせたとして、強制わいせつ傷害の容疑で2月6日に北海道警察本別署に逮捕された[34][35][36]。北海道新聞社は同年3月17日付でこの記者を懲戒解雇処分とした[37]。5月9日、釧路地裁帯広支部は元記者に懲役2年、執行猶予4年（求刑・懲役2年）の有罪判決を言い渡した[38]。
- 2015年5月7日、北海道新聞社函館支社の嘱託看護師だった女性が、2014年12月の忘年会で体を触られ暴行を受けたとして、女性の両親が暴行と北海道迷惑行為防止条例違反などの容疑で、同社の男性社員2人を刑事告訴した[39][40][41]。告訴状によれば、2014年12月8日夜から9日未明にかけて開かれた函館支社営業部の忘年会において、社員Aがカラオケ店や居酒屋などで女性の体を何度も触った上、女性に対して性的な嫌がらせとも受けとれるような内容の質問をするなどのセクハラ行為を行い、さらにそれを面白がった社員Bが女性に対し「愛人になっちゃえば？」などと発言したという[39][40][41]。女性は社内のセクハラ相談窓口に被害を訴えた[42][43]。それを受けて、行為に及んだ2人は2015年1月23日に口頭及び文書によって正式に謝罪したが、彼らに対する会社側の処分は一切下されなかったという[42][43]。女性は心労からまもなく長期休暇をとり、2月21日早朝の自宅火災で亡くなった[39][40][41][42][43]。6月26日までに、北海道新聞本社は女性の父親に対し「調査は本年3月から関係者への聞き取りを中心に進め、加害者とされる2人への聴取も行ったが、昨年12月の忘年会で生じたとされる複数のセクハラ行為は、何れも存在したとは認めることは出来なかった。なお、2人には現在弁護士がつき、刑事告訴された件で事実関係を争う考えであると承知している」という趣旨の回答を行い、遺族側と全面的に争う姿勢を示した[44]（なお、上記の回答では、社員2名の女性への謝罪文のことについては、全く言及していない[44]）。2016年2月15日、北海道警察函館中央署は女性の両親の告訴を受理し、北海道新聞の社員2名を函館地検に書類送検した[45][46][47]。3月31日、函館地検は社員2名を不起訴処分とした[47][48][49]。不起訴理由については報道したメディアによって食い違いが見られ、朝日新聞と東奥日報（青森県）が「函館地検は処分の理由については明らかにしていない」という趣旨の報道を行ったのに対し[48][49]、北海道新聞は「セクハラの嫌疑なし」という見出しを用い、「不起訴処分は、セクハラに該当する行為が一切行われなかったと検察側が認めたため」という趣旨の報道を行った[47][50]。2016年8月22日、女性の遺族は、北海道新聞社と同社社員2名に約8600万円の損害賠償を求める民事訴訟を函館地裁に起こした[51][52]。また、同日、暴行容疑などで刑事告訴された同社社員2名を不起訴とした2016年3月の函館地検の処分を不服として、函館検察審査会に審査も申し立てた[51][52]。10月13日までに、函館検察審査会は、「不起訴相当」の議決を出した[53]。ただし、議決理由は「証拠不十分」であり、道新側が函館地検の不起訴理由とした「嫌疑なし」とは異なったものとなっている[53]。また、11月4日に初日を迎えた民事裁判の席上で、道新側は2015年1月に社員2名が女性に謝罪したことは認めたものの、セクハラの事実そのものは否定した[53]。2018年3月31日、民事訴訟は両者の間で和解が成立[54]。和解条項として、今後女性の遺族側が道新側に法的責任を追及しないこと、道新側が遺族側に見舞金80万円を支払うこと、道新側が今後社内でセクハラが発生することがないように努めること、の3つが確認された[54]。
- 2024年8月27日、北海道新聞社は、グループ会社「道新販売センター」の鉄北販売所の女性従業員が、購読者54人分の個人情報が記された領収書を紛失したと発表。領収書には、購読者の氏名や住所、電話番号などが記されていた。

## 備考
- 北海道の｢北｣を図案化したロゴマークが存在し、販売店の看板にも使われている。加藤顕清のデザインにより「北方文化の中枢となる」「北方的宇宙を表現する」といった狙いを込め原案では白い円の内上下左右の一部を除き4箇所の太線で氷結した北の大地、円形の内側に海を表す紺青色、中央に日本を表す日の丸と白く書き淡青色で影を付けた北の1文字を配した形としており[55]、一方で商標登録は行われていない。
- 2017年7月24日、LGBTに対する取り組みを紙面上で公表[56]。LGBTパートナーも「配偶者」として住宅手当や慶弔金などを支給するよう人事制度を改め、就業規則に明記している。
- 企業CMについては、関連の4社だけでなく、経営面での関係が薄い札幌テレビ放送・STVラジオ（元は競合紙の北海タイムス系だったが、その後読売新聞系に）や、北海道テレビ放送（元は岩澤コンツェルン系だったが、その後朝日新聞系に）、FM NORTH WAVE（元は地崎工業系だったが、他に毎日新聞社を始めとする全国紙や地域紙の十勝毎日新聞社、北海道文化放送も出資）にも出稿している。